# Планета монстрів
«Планета монстрів» (англ. Shadow Raiders, дослівно «Лицарі тіні») — анімаційний телевізійний серіал, вироблений «Mainframe Entertainment» і показаний вперше у період з 1998 по 1999 роки. Серіал створено за мотивами серії іграшок компанії «Trendmasters» Війна планет (англ. War Planets). Дизайн персонажів було розроблено Бренданом МакКарті, дизайнером анімаційного серіалу «ReBoot». Всього було випущено два сезони серіалу, сюжет лишився незакінченим.
В Україні серіал транслювався на телеканалі ICTV у 2003 році.

## Сюжет
Дія серіалу розгортається у планетній системі Кластер, що складається з п'яти планет: Льоду, Каменю, Вогню, Кістки та Ремори. Всі, крім Ремори, населені окремою цивілізацією та мають унікальні природні ресурси, яких недостатньо на інших планетах системи. Нестача ресурсів спричинила багатовікову ворожнечу та воєнні сутички між планетами Льоду, Каменю, Вогню та Кістки, що супроводжувалися постійними набігами по ресурси з однією планети на іншу. В минулому була спроба скликати Раду планет для врегулювання конфлікту, проте мирної згоди не було досягнуто.
Серіал починається зі сцени останнього бою мешканців планети Тек із силами Планети монстрів (Beast planet, Планета звірів чи Звірська планета), яка з'явилася з глибин космосу. В результаті битви Планета монстрів поглинає планету Тек. Принцеса Текла з кількома соратниками тікає з метою попередити інші планети про наближення Планети монстрів. Прямуючи за ескадрильєю літаків з Планети монстрів Текла опиняється в Кластері. Переслідувана ворожими кораблями, Текла зазнає аварії на Крижаній планеті.
Подальші дії розвиваються навколо створюваного Альянсу чотирьох планет, покликаного відбити напад Планети монстрів.

## Список серій

### Перший сезон
| № | #  | Назва                                                  | Режисер                   | Сценарист      | Світова прем'єра  | Прем'єра в Україні |
| --- | -- | ------------------------------------------------------ | ------------------------- | -------------- | ----------------- | ------------------ |
| 1 | 1  | «Атака монстрів» «Behold the Beast»                    | Колін Дейвіс Філіп Мітчел | Лен Вейн       | 16 вересня 1998   | Буде оголошено     |
| Зі знищенням планети Тек єдина вціліла принцеса Текла, у супроводі дрона Вокса, подорожує до іншої системи, щоб попередити тамтешні світи про небезпеку, що насувається. Її корабель зазнає аварії на Крижаній планеті, де саме відбувається бій між Королівським легіоном короля Кріоса й експедиційною командою гірничої промисловості, участь у якій бере і рудокоп Грейвхарт. Повітряний загін монстрів починає атакувати мешканців обох світів. Забувши про суперечки, мешканці світу Каменю та світу Льоду протистоять спільному ворогові. Грейвхарт, Текла, король Кріос і його помічники розпочинають створення Союзу. Тим часом армада монстрів вторгується до зоряної системи. |    |                                                        |                           |                |                   |                    |
| 2 | 2  | «Планета Каменю» «On the Rocks»                        | Марк Сойєрс               | Крісті Маркс   | 23 вересня 1998   | Буде оголошено     |
| «Аврора», флагманський корабель короля Кріоса, прибуває до планети Каменю, щоб переконати лорда Ментла приєднатися до Союзу. Визнавши це за образу, лорд наказує заарештувати Грейвхарта і вислати Крижаного Короля з планети Каменю. Тем часом Блокк, найвищий воєначальник Монстрів, починає вторгнення на планету Каменю. Джейд, воєначальник планети Каменю і давній друг Грейвхарта, звільняє його, і вони тікають до центру керування супутниками. Атаку монстрів відбито, але лорд висилає рудокопа Грейвхарта з планети Каменю. Джейд не кидає свого товариша і долучається до Союзу Планет.                                                                                     |    |                                                        |                           |                |                   |                    |
| 3 | 3  | «Народжені у вогні» «Born in Fire»                     | Марк Шіманн               | Марв Вулфман   | 30 вересня 1998   | Буде оголошено     |
| «Аврора» вирушає на планету Вогню в надії, що принц Пайрус долучиться до Союзу. Перешкодою стає великий візир, який недовіряє незнайомцям. Він відправляє Грейвхарта та короля Кріоса до лавових лабіринтів. Тим часом Зіра, дочка Кріоса, розмовляє з молодим лордом. Монстри нападають на планету Вогню, і молодий лорд отримує поранення. Проте, Джейд рятує дітей. Грейвхарт і Кріос проходять випробування. Планета Вогню долучається до Союзу. |    |                                                        |                           |                |                   |                    |
| 4 | 4  | «Поганий до самих кісток» «Bad to the Bone»            | Буде визначено            | Буде визначено | 7 жовтня 1998     | Буде оголошено     |
| Союзники прибувають на планету Кістки і виявляють там монстрів. Імператор Фімор, зарозумілий і егоцентричний лідер, погодився привітати і монстрів, і союзників на своїй планеті. Лемпрі та її агенти переконують імператора Кістки співпрацювати. Король Кріос, Грейвхарт, Джейд і принц Пайрус збираються покинути планету. Але принц вогню вважає, що зможе домовитися з Фімором. Після зради з боку монстрів імператор Костяної планети долучається до Союзу. У фортеці монстрів Лемпрі говорить Блоккові та Войдові, що Текла відповіднальна за об'єднання світів. |    |                                                        |                           |                |                   |                    |
| 5 | 5  | «Вовк у вівчарні» «Wolf in the Fold»                   | Буде визначено            | Крісті Маркс   | 14 жовтня 1998    | Буде оголошено     |
| Лемпрі вважає Грейвхарта сильним лідером, здатним об'єднати Союз, і вирішує його знищити, для чого вселяється у тіло Текли. |    |                                                        |                           |                |                   |                    |
| 6 | 6  | «Війна розуму» «Mind War»                              | Буде визначено            | Буде визначено | 21 жовтня 1998    | Буде оголошено     |
| Поведінка Текли викликає підозру Грейвхарта та Кріоса. Грейвхарт розкриває Лемпрі, і вона тікає на кораблі Фімора. Там Текла приходить до тями і вступає у сутичку з Лемпрі. |    |                                                        |                           |                |                   |                    |
| 7 | 7  | «Обвинувачення» «J'Accuse»                             | Джеймс Бошір              | Кетрін Лоуренс | 28 жовтня 1998    | Буде оголошено     |
| Одного з вогняних людей вбито, і докази вказують на Джейд. Протягом пошуку доказів Пайрус, Грейвхарт і візир потрапляють у пастку Лемпрі. |    |                                                        |                           |                |                   |                    |
| 8 | 8  | «Ще більше крові…» «Blood is Thicker…»                 | Буде визначено            | Буде визначено | 4 листопада 1998  | Буде оголошено     |
| Леді Зіру викрадено. Крижану планету атакують ракопавуки. |    |                                                        |                           |                |                   |                    |
| 9 | 9  | «Каміння та руїни» «Rocks and Ruin»                    | Джордж Самілскі           | Крісті Маркс   | 11 листопада 1998 | Буде оголошено     |
| Делегація прибула на Кам'яну планету, щоб переконати лорда Ментла об'єдинатися проти монстрів. Фімор переконав Теклу викрасти бойові супутники. Скориставшись цим, армада монстрів атакувала Кам'яну планету. |    |                                                        |                           |                |                   |                    |
| 10 | 10 | «Попри все» «Against all Odds»                         | Буде визначено            | Буде визначено | 18 листопада 1998 | Буде оголошено     |
| Переслідуваний монстрами, корабель Зіри та Пайруса здійснює аварійну посадку на Реморі, де Зіра та Пайрус виявляють базу монстрів. Візир оголосив про зникнення принца, і тепер союзники повинні їх знайти до того, як народ Вогню покине Союз. |    |                                                        |                           |                |                   |                    |
| 11 | 11 | «Відмова від лідерства» «Uneasy Hangs the Head»        | Буде визначено            | Буде визначено | 25 листопада 1998 | Буде оголошено     |
| Грейвхарт напередодні нападу на Ремору відмовляється від лідерства в Союзі. Його друзі з ним не згодні. |    |                                                        |                           |                |                   |                    |
| 12 | 12 | «Вирішальна битва. Частина перша» «Ragnarok: Part One» | Джеймс Тейлор             | Стів Каден     | 2 грудня 1998     | Буде оголошено     |
| Союзники розпочали повномасштабний напад на Ремору. Спершу все складається досить вдало, поки монстри не застосовують свою таємну зброю — перетворюють Ремору на майже невразливу фортецю з величезними гарматами, проти яких у союзників немає зброї. Фімор боягузливо втік і забрав із собою свою частину флоту. |    |                                                        |                           |                |                   |                    |
| 13 | 13 | «Вирішальна битва. Частина друга» «Ragnarok: Part Two» | Буде визначено            | Буде визначено | 9 грудня 1998     | Буде оголошено     |
| За допомогою бойових супутників, які Джейд врешті-решт випросила у Ментла, союзникам вдається підірвати Ремору разом з усіма монстрами. Войд телепортує Блокка та Лемпрі з Ремори. Головні герої тільки-но почали тішитися перемогою, як буквально з Сонця виринає Планета монстрів і одним пострілом знищує бойовий супутник. Вона рухається прямісінько до найближчої планети, планети Вогню, що поглинути її. |    |                                                        |                           |                |                   |                    |

### Другий сезон
| № | #  | Назва                                                           | Режисер         | Сценарист      | Світова прем'єра | Прем'єра в Україні |
| --- | -- | --------------------------------------------------------------- | --------------- | -------------- | ---------------- | ------------------ |
| 1 | 14 | «Світи всередині світів» «Worlds within Worlds»                 | Буде визначено  | Крісті Маркс   | 31 березня 1999  | Буде оголошено     |
| Черговий постріл Планети монстрів відбився від силових полів супутника і спрямувався до Крижаної планети. Тим часом Текла та Зіра знаходять у надрах планети «Світ машин» і запускають планетарні двигуни, відводячи планету із зони ураження.                                                                                                  |    |                                                                 |                 |                |                  |                    |
| 2 | 15 | «Так приходить кінець світу…» «This is the Way the World Ends…» | Буде визначено  | Буде визначено | 7 квітня 1999    | Буде оголошено     |
| Ракопавуки ушкодили двигуни Вогняної планети. Вогняний народ евакуювався. Лише візир залишився на планеті і спрямував Вогонь на таран із Планетою монстрів. |    |                                                                 |                 |                |                  |                    |
| 3 | 16 | «Період пристосування» «Period of Adjustment»                   | Буде визначено  | Буде визначено | 14 квітня 1999   | Буде оголошено     |
| Союз зазнає нестачі харчів. Кістяна планета знову долучається до Союзу. |    |                                                                 |                 |                |                  |                    |
| 4 | 17 | «Блиск слави» «Blaze of Glory»                                  | Буде визначено  | Буде визначено | 21 квітня 1999   | Буде оголошено     |
| Блейз, капітан охорони принца Пайруса, і кілька його людей захоплюють бойовий супутник, аби з його допомогою знищити Планету монстрів. Кам'яні люди кидаються у гонитву, а назустріч вирушає флотилія монстрів. |    |                                                                 |                 |                |                  |                    |
| 5 | 18 | «Піщана буря» «Sandstorm»                                       | Буде визначено  | Буде визначено | 28 квітня 1999   | Буде оголошено     |
| До Союзу долучається Піщана планета, населена сонячними та піщаними людьми. |    |                                                                 |                 |                |                  |                    |
| 6 | 19 | «У дівчат вихідний» «Girl's Night Out»                          | Джордж Самілскі | Брукс Вечтел   | 5 травня 1999    | Буде оголошено     |
| Грейвхарт запропонував Джейд, Зірі, Теклі та Зумі взяти вихідний, аби розслабитися та краще дізнатися одна одну. До них долучається Пелвус. На них натикається Лемпрі та вирішує звести рахунки… |    |                                                                 |                 |                |                  |                    |
| 7 | 20 | «Міна сповільненої дії» «Timebomb»                              | Буде визначено  | Буде визначено | 12 травня 1999   | Буде оголошено     |
| Союзники виявляють на перший погляд безлюдну Планету джунглів і вирішують використати її, щоб підірвати Планету монстрів. Зума виявляє, що планета розумна. Через рослини, що розрослися, планетарний двигун знаходиться у неробочому стані. Рослини передають Фіморові частину себе. Планету джунглів підірвали, але Планета монстрів встояла. |    |                                                                 |                 |                |                  |                    |
| 8 | 21 | «Попіл минулого» «Embers of the Past»                           | Буде визначено  | Буде визначено | 19 травня 1999   | Буде оголошено     |
| На шляху до туманності, де союзники сподівалися сховатися від переслідування, вони виявляють Вогняну планету. Вогняний народ вирішив повернутися додому. Планета виявилася пасткою Планети монстрів. |    |                                                                 |                 |                |                  |                    |
| 9 | 22 | «Нас розділено, але не здолано» «Divided we Stand»              | Буде визначено  | Крісті Маркс   | 26 травня 1999   | Буде оголошено     |
| Союзники виявляють об'єкт, невидимий для сканерів, і вирішують його дослідити. Кораблі з Джейд, Фімором, Грейвхартом і Кріосом вирушають на розвідку, та їх збивають. Цей об'єкт виявляється планетою-в'язницею. Наразі за владу над нею б'ються групування Джулії та Стернума.                                                                 |    |                                                                 |                 |                |                  |                    |
| 10 | 23 | «Ненадійна клітка» «Nor Iron Bars a Cage»                       | Буде визначено  | Буде визначено | 2 червня 1999    | Буде оголошено     |
| Стернум виявляється Фіморовим рідним братом, якого раніше Фімор скинути і відправив за ґрати. Лорд Ментл інтригує, намагаючись захопити владу над Союзом, і добивається свого. |    |                                                                 |                 |                |                  |                    |
| 11 | 24 | «Смерть короля» «Death of a King»                               | Джеймс Тейлор   | Крісті Маркс   | 9 червня 1999    | Буде оголошено     |
| Лорд Ментл спрямував бойові супутники на знищення Планети монстрів. Скориставшись цим, монстри атакують Кам'яну планету. Блокк особисто вбиває Ментла. |    |                                                                 |                 |                |                  |                    |
| 12 | 25 | «Довга дорога додому» «The Long Road Home»                      | Буде визначено  | Буде визначено | 16 червня 1999   | Буде оголошено     |
| Джулія захоплює Джейд у полон. Стернум, Грейвхарт і Кріос об'єднуюся проти Джулії. Зіра, Текла та Пайрус тікають з полону монстрів. Стернум пожертвував планетою-в'язницею, телепортувавши з її допомогою Планету монстрів. |    |                                                                 |                 |                |                  |                    |
| 13 | 26 | «Сходження» «Ascension»                                         | Джордж Самілскі | Буде визначено | 23 червня 1999   | Буде оголошено     |
| Джейд займає трон Кам'яної планети. Блокк захоплює керування планетарним двигуном Кам'яної планети, скеровуючи її до найближчої зірки. Він намагається вбити Грейвхарта, але гине сам. В останній сцені Планета монстрів ось-ось поглине планету Рептозар.                                                                                      |    |                                                                 |                 |                |                  |                    |

## Озвучення
| Актор          | Роль                  |
| -------------- | --------------------- |
| Donna Yamamoto | принцеса Текла        |
| Paul Dobson    | Грейвхарт             |
| Mark Oliver    | король Кріос          |
| Enuka Okuma    | Джейд                 |
| Matt Hill      | принц Пайрус          |
| Scott McNeil   | Пелвус                |
| Scott McNeil   | Блокк                 |
| Jim Byrnes     | Візир з планети Вогню |
| Gary Chalk     | імператор Фімор       |
| Tasha Simms    | Лемпрі                |
| Blu Mankuma    | лорд Ментл            |
| Tegan Moss     | леді Зіра             |
| Janyse Jaud    | Джулія                |
| Ellen Kennedy  | Зума                  |
| John Payne     | Стернум               |